# Мотта-Сан-Джованни
Мотта-Сан-Джованни (итал. Motta San Giovanni) — коммуна в Италии, располагается в регионе Калабрия, подчиняется административному центру Реджо-Калабрия.
Население составляет 6391 человек, плотность населения составляет 139 чел./км². Занимает площадь 46 км². Почтовый индекс — 89065. Телефонный код — 0965.
Покровителем коммуны почитается святой апостол и евангелист Иоанн Богослов. Праздник ежегодно празднуется 27 декабря.
Юго-западной оконечностью коммуны (и всего Аппенинского полуострова) является мыс Арми, на котором располагается действующий маяк XIX века Капо-дель-Арми.
Соседние комунны: Монтебелло-Ионико, Реджо-Калабрия.